# Pokolj u Wiriyamuu
Pokolj u Wiriyamuu ili Operacija Marosca bio je pokolj nad civilnim stanovništvom sela Wiriyamu u Mozambiku koji su počinili portugalski vojnici u prosincu 1972. godine.
U rujnu 2022. portugalski premijer António Costa smatrao je da je to „neoprostiv čin koji obeščašćuje povijest Portugala”.

## Pozadina
Portugalski kolonijalni rat je izbio 1961. godine kao odgovor na izazove portugalskoj kolonijalnoj vlasti od strane afričkih pokreta za neovisnost nakon uspjeha Demokratske Republike Kongo u stjecanju neovisnosti od Belgije godinu dana ranije. Godine 1970. gerilci pokreta za oslobođenje Mozambika (FRELIMO) počeli su djelovati duž mozambičkog dijela rijeke Zambezi. Prisutnost FRELIMO-a i drugih antikolonijalnih revolucionarnih gerilskih organizacija izazvala je intenzivnu i raširenu paniku među kolonistima. Kao odgovor, portugalska vojska pokrenula je 1971. niz operacija "čišćenja" duž Zambezija, od Mucanhe preko Mucumbure do Inhambinge. Te su operacije uključivale rasprostranjena zvjerstva i čišćenje područja kako bi se blokiralo napredovanje gerilaca, koji su se oslanjali na podršku lokalnog afričkog stanovništva. Do 1972., portugalska vlada je rasporedila velike količine vojnih postrojbi i PIDE/DGS korpusa na tom području, a njihovo ponašanje i akcije kolonijalnih policija postajali su sve brutalniji.

## Pokolj
Dana 16. prosinca 1972., portugalska 6. satnija mozambičkih komandosa pobila je stanovnike sela Wiriyamu, u okrugu Tete. Vojnici su ubili između 150 (prema Crvenom križu) i 300 (prema mnogo kasnijoj istrazi portugalskih novina Expresso na temelju svjedočanstava vojnika) seljana za koje su smatrali da skrivaju borce FRELIMO-a. Selo je tada imalo 1350 stanovnika.
Akcija pod nazivom "Operacija Marosca" planirana je na poticaj agenata PIDE/DGS-a, a predvodio ju je agent Chico Kachavi, koji je kasnije ubijen dok se provodila istraga o događajima. Vojnicima je ovaj agent rekao da je "naredba bila da ih se sve ubije", bez obzira što su pronađeni samo civili, uključujući žene i djecu. Sve žrtve su bili civili.

## Posljedice
Vijesti o pokolju su do javnosti stigle tek u srpnju 1973., nakon što su o njemu pričali britanski katolički svećenik, otac Adrian Hastings i još dva španjolska svećenika misionara. Hastings je iznio priču „The Timesu” koja je objavljena 10. srpnja, samo nekoliko dana prije posjeta portugalskog vođe Marcela Caetana Londonu. Slučaj je ubrzo došao i do Ujedinjenih naroda. Kasnije su iznesene protutvrdnje u izvješću nadbiskupa Dar es Salaama Laurean Rugambwa u kojem se navodi da su ubojstva izvršili borci FRELIMO-a, a ne portugalske snage. Osim toga, drugi su tvrdili da su navodni pokolji koje su počinile portugalske vojne snage izmišljeni kako bi se narušio ugled portugalske države u inozemstvu. Portugalska novinarka Felícia Cabrita detaljno je rekonstruirala masakr u Wiriyamuu intervjuirajući oba preživjela te bivše pripadnike Komandosa portugalske vojske, postrojbe koja je izvršila pokolj. Cabritino izvješće objavljeno je u portugalskom tjedniku Expresso i kasnije u knjizi koja sadrži nekoliko novinarovih članaka.
Istina o pokolju na kraju je nakon 210 dana od njegova počinjenja ipak došla među svjetsku javnost zahvaljujući svećenicima koji su na licu mjesta prikupili prve informacije i novinarima koji su pažljivo rekonstruirali zločin, izradili popis žrtava i naknadno intervjuirali preživjele.